# Онфруа де Монфор
Онфруа де Монфор (Onfroy de Montfort) (ум. 12 февраля 1284) — сеньор Бейрута (с 1282, по правам жены) и Тира (с 1283).
Сын Филиппа I де Монфора (ум. 1270) и его второй жены Марии Антиохийской.
1 октября 1274 женился на Эскиве д’Ибелин (1253—1312), дочери Жана д’Ибелина, сеньора Бейрута, и Алисы де ла Рош сюр л’Оньон. Известны двое их сыновей:
- Амори (ум. 1304)
- Рупен (ум. 1313), титулярный сеньор Бейрута с 1312

В 1282 г. после смерти своей старшей сестры Изабеллы Эскива д’Ибелин стала сеньорой Бейрута. В следующем году умер брат Онфруа — Жан де Монфор, и тот унаследовал сеньорию Тир.
Король Иерусалима Гуго III Кипрский, утверждая за Жаном де Монфором владение Тиром, оговорил своё право вернуть себе фьеф, если у того не будет детей. Тем не менее он разрешил вступить в наследство его брату. Однако когда через полгода Онфруа де Монфор умер, король передал Тир своему сыну Амори — под предлогом того, что юные сыновья покойного не смогут обеспечить защиту города.